# Atletiek op de Olympische Zomerspelen 2020 – Kogelslingeren mannen
Het kogelslingeren voor mannen  op de Olympische Zomerspelen 2020 vond plaats op maandag 2 en woensdag 4 augustus 2021 in het  Olympisch Stadion van Tokio. 

## Records
Voorafgaand aan het toernooi waren dit het wereldrecord en het olympisch record.
| Wereldrecord     | Joeri Sedych    | 86,74 m | Stuttgart | 30 augustus 1986  |
| Olympisch record | Sergej Litvinov | 84,80 m | Seoul     | 26 september 1988 |

## Resultaten

### Kwalificatieronde
Kwalificatieregels: behalen van de kwalificatiestandaard van 77,50 (Q), of deel uitmaken van de 12 bestpresterende atleten. 
| Rang | Groep | Atleet                 | Land | 1     | 2     | 3     | Afstand | Bijz. |
| ---- | ----- | ---------------------- | ---- | ----- | ----- | ----- | ------- | ----- |
| 1    | B     | Wojciech Nowicki       | POL  | 79,78 |       |       | 79,78   | Q     |
| 2    | B     | Rudy Winkler           | USA  | 76,39 | 78,81 |       | 78,81   | Q     |
| 3    | B     | Eivind Henriksen       | NOR  | 78,79 |       |       | 78,79   | Q, NR |
| 4    | A     | Quentin Bigot          | FRA  | 76,10 | 78,73 |       | 78,73   | Q     |
| 5    | A     | Mychajlo Kochan        | UKR  | 76,82 | 78,36 |       | 78,36   | Q     |
| 6    | A     | Nick Miller            | GBR  | x     | 76,93 | x     | 76,93   | q     |
| 7    | B     | Javier Cienfuegos      | ESP  | 72,76 | 75,56 | 76,91 | 76,91   | q     |
| 8    | A     | Eşref Apak             | TUR  | 75,87 | 76,76 | 75,15 | 76,76   | q     |
| 9    | A     | Paweł Fajdek           | POL  | 74,28 | x     | 76,46 | 76,46   | q     |
| 10   | A     | Serghei Marghiev       | MDA  | 74,31 | 72,25 | 75,94 | 75,94   | q     |
| 11   | A     | Valeriy Pronkin        | ROC  | 75,09 | 75,80 | 75,80 | 75,80   | q     |
| 12   | B     | Daniel Haugh           | USA  | x     | x     | 75,73 | 75,73   | q     |
| 13   | A     | Gabriel Kehr           | CHI  | 74,46 | 72,61 | 75,60 | 75,60   |       |
| 14   | A     | Bence Halász           | HUN  | 75,39 | x     | 75,03 | 75,39   |       |
| 15   | A     | Diego del Real         | MEX  | x     | 73,32 | 75,17 | 75,17   |       |
| 16   | A     | Alex Young             | USA  | 75,09 | 75,02 | x     | 75,09   |       |
| 17   | B     | Humberto Mansilla      | CHI  | 73,17 | 74,76 | 72,77 | 74,76   |       |
| 18   | A     | Ivan Tikhon            | BLR  | 72,48 | 74,57 | x     | 74,57   |       |
| 19   | B     | Yury Vasilchanka       | BLR  | x     | 73,27 | 74,00 | 74,00   |       |
| 20   | B     | Hlib Piskunov          | UKR  | 72,42 | 73,37 | 73,84 | 73,84   |       |
| 21   | B     | Tristan Schwandke      | GER  | 72,92 | 72,74 | 73,77 | 73,77   |       |
| 22   | B     | Michail Anastasakis    | GRE  | 73,52 | 73,22 | x     | 73,52   |       |
| 23   | B     | Mostafa El Gamel       | EGY  | 72,13 | 72,76 | 71,85 | 72,76   |       |
| 24   | B     | Marcel Lomnický        | SVK  | 71,17 | x     | 72,52 | 72,52   |       |
| 25   | A     | Christos Frantzeskakis | GRE  | 72,19 | x     | 70,64 | 72,19   |       |
| 26   | B     | Ashraf Amgad El-Seify  | QAT  | 71,84 | x     | x     | 71,84   |       |
| 27   | A     | Hleb Dudarau           | BLR  | x     | 71,04 | 71,60 | 71,60   |       |
| 28   | B     | Taylor Campbell        | GBR  | x     | 71,34 | x     | 71,34   |       |
| 29   | A     | Sukhrob Khodjaev       | UZB  | 70,87 | x     | 71,26 | 71,26   |       |
| 30   | B     | Mergen Mamedov         | TKM  | 62,93 | 67,41 | 67,53 | 67,53   |       |
| 31   | B     | Özkan Baltacı          | TUR  | 63,63 | r     | —     | 63,63   |       |

### Finale
| Rang   | Atleet            | Land | 1     | 2     | 3     | 4             | 5             | 6             | Afstand | Bijz. |
| ------ | ----------------- | ---- | ----- | ----- | ----- | ------------- | ------------- | ------------- | ------- | ----- |
| Goud   | Wojciech Nowicki  | POL  | 81,18 | 81,72 | 82,52 | 81,39         | 82,06         | x             | 82,52   | PB    |
| Zilver | Eivind Henriksen  | NOR  | 79,18 | 79,06 | 80,31 | 77,78         | 81,58         | 80,02         | 81,58   | NR    |
| Brons  | Paweł Fajdek      | POL  | 77,58 | 78,58 | 78,83 | 78,04         | 81,53         | 79,66         | 81,53   |       |
| 4      | Mychajlo Kochan   | UKR  | 77,91 | 80,39 | x     | 79,79         | 78,81         | 77,52         | 80,39   |       |
| 5      | Quentin Bigot     | FRA  | 77,93 | 79,39 | 78,30 | 78,84         | x             | 75,78         | 79,39   |       |
| 6      | Nick Miller       | GBR  | 77,88 | x     | 77,46 | 77,64         | x             | 78,15         | 78,15   | SB    |
| 7      | Rudy Winkler      | USA  | 77,08 | x     | 75,95 | x             | 75,34         | x             | 77,08   |       |
| 8      | Valeriy Pronkin   | ROC  | 76,72 | x     | x     | x             | 75,97         | 74,73         | 76,72   |       |
| 9      | Eşref Apak        | TUR  | 76,22 | 76,71 | 74,28 | Uitgeschakeld | Uitgeschakeld | Uitgeschakeld | 76,71   |       |
| 10     | Javier Cienfuegos | ESP  | 74,62 | x     | 76,30 | Uitgeschakeld | Uitgeschakeld | Uitgeschakeld | 76,30   |       |
| 11     | Daniel Haugh      | USA  | x     | 76,22 | x     | Uitgeschakeld | Uitgeschakeld | Uitgeschakeld | 76,22   |       |
| 12     | Serghei Marghiev  | MDA  | 73,28 | 75,24 | 74,95 | Uitgeschakeld | Uitgeschakeld | Uitgeschakeld | 75,24   |       |

1900: John Flanagan ·
1904: John Flanagan ·
1908: John Flanagan ·
1912: Matt McGrath ·
1920: Patrick Ryan ·
1924: Fred Tootell ·
1928: Pat O'Callaghan ·
1932: Pat O'Callaghan ·
1936: Karl Hein ·
1948: Imre Németh ·
1952: József Csermák ·
1956: Harold Connolly ·
1960: Vasili Roedenkov ·
1964: Romuald Klim ·
1968: Gyula Zsivótzky ·
1972: Anatoli Bondartsjoek ·
1976: Joeri Sedych ·
1980: Joeri Sedych ·
1984: Juha Tiainen ·
1988: Sergej Litvinov ·
1992: Andrej Abdoevalijev ·
1996: Balázs Kiss ·
2000: Szymon Ziółkowski ·
2004: Koji Murofushi ·
2008: Primož Kozmus ·
2012: Krisztián Pars ·
2016: Dilsjod Nazarov ·
2020: Wojciech Nowicki ·
2024: Ethan Katzberg